# KL-7.62
KL-7.62（またはKL-7）は、56式自動歩槍のイランのDIOにて製造されたAK系統の自動小銃である。イランにて使用されただけでなくイラクやシリア、イエメンへ向けて大量に輸出され正規・非正規問わず多くの兵士がKL-7.62を使用している。

## 構造
KL-7.62は56式自動歩槍のコピーなため56式自動歩槍同様にフロントサイトは上部まで覆われたSKS-45タイプのものになっている。また56式自動歩槍はレシーバーカバーは補強リブのないAKのものだが、KL-7.62では補強リブのあるAKMのものに変更され、特徴の1つである展開式スパイク銃剣は省略されている。
また銃床とグリップ、ハンドガードは従来の木製のものと独自のプラスチック製のもの、下部と左右にピカティニーレールを備えたものの3種類がある。またハンドガード下部にはM203を取り付けることができる。
前述した通り56式自動歩槍のコピーなためAKと同様のガス圧ロングストロークガスピストン方式で作動している。

## 派生型

### KLS
標準モデル。固定銃床を備えている。

### KLF
AKS同様のアンダーフォールディング銃床を備えたモデル。56式自動歩槍 1型にあたる。

### KLT
KLSの固定銃床をMPi-KMS-72やmd. 63などで見られる右側に折りたたむことができるスケルトン金属製銃床に変更したモデル。

### KL-133
KLSのAK-103模倣モデルおよび近代化モデル。AK-103風の黒色ポリマー製折りたたみ銃床とゴム製グリップ、上下左右にピカティニーレールを備えたハンドガードが取り付けられている。
ガスブロックはAKのものからAKMおよびAK-100シリーズのものに変更されておりその影響でガス導入部の角度が変化している。
銃口にはAK-74タイプ2マズルブレーキを模した銃口装置が取り付けられている。